# Ле Пере сир Марн
Ле Пере сир Марн (фр. Le Perreux-sur-Marne) град је у Француској, у департману Долина Марне.
По подацима из 1999. године број становника у месту је био 30.080.

## Демографија
| 1962.  | 1968.  | 1975.  | 1982.  | 1990.  | 1999.  | 2011.  |
| ------ | ------ | ------ | ------ | ------ | ------ | ------ |
| 27.900 | 29.099 | 28.333 | 27.647 | 28.477 | 30.080 | 33.214 |

## Партнерски градови
- Форххајм